# Асколи-Сатриано
Асколи-Сатриано (итал. Ascoli Satriano) — город в Италии, расположен в регионе Апулия, подчинён административному центру Фоджа (провинция).
Население составляет 6346 человек (на 2007 г.), плотность населения составляет 19 чел./км². Занимает площадь 334 км². Почтовый индекс — 71022. Телефонный код — 00885.
Покровителем города почитается святой Потит. Праздник города ежегодно празднуется 14 января.

## История
Город известен тем, что в его окрестностях неоднократно проходили сражения:
- Битва 279 до н. э. во время Пирровой войны;
- Битва 1041 года между Византией и норманами.